# Дам, Людвиг
Ханс Петер Людвиг Дам (дат. Hans Peter Ludvig Dam; 24 марта 1884, Нюкёбинг — 29 марта 1972, Оденсе) — датский пловец, серебряный призёр летних Олимпийских игр 1908.
На Играх 1908 Дам соревновался в двух дисциплинах. В плавание на 100 м на спине он занял второе место, а в эстафете 4×200 вольным стилем его команда остановилась на полуфинале.